# 流山郵便局
流山郵便局（ながれやまゆうびんきょく）は千葉県流山市西初石四丁目にある郵便局である。民営化前の分類では集配普通郵便局であった。

## 概要
住所：〒270-0199 千葉県流山市西初石四丁目1423番地1

### 併設施設
- ゆうちょ銀行流山店（さいたま支店流山出張所）：取扱店番号 050060

## 沿革
- 1872年8月4日（明治5年7月1日） - 加村（かむら）郵便取扱所として開設[1]。
- 1873年（明治6年） - 流山加村郵便役所（二等）となる。同年10月、流山加村郵便仮役所（四等）となる[1]。
- 1875年（明治8年）1月1日 - 流山加村郵便局（四等）となる。同年11月22日より為替取扱を開始[1]。
- 1876年（明治9年）2月1日 - 貯金取扱を開始。同年、流山郵便局に改称[1]。
- 1952年（昭和27年）4月1日 - 八木郵便局から集配業務の一部[2]を移管[3]。
- 1958年（昭和33年）4月1日 - 中野久木簡易郵便局の廃止に伴い、取扱事務を承継。
- 1961年（昭和36年）10月16日 - 電話交換業務を松戸電報電話局流山分室に移管。
- 1964年（昭和39年）11月16日 - 特定郵便局から普通郵便局に局種別改定。
- 1967年（昭和42年）8月22日 - 和文電報配達業務を流山電報電話局、松戸電報電話局、柏電報電話局、三郷電報電話局、および吉川郵便局に移管。
- 1973年（昭和48年）4月2日 - 流山市流山二丁目から、同市西平井土地区画整理地区内（現在の平和台一丁目）に局舎を新築、移転。
- 1997年（平成9年）9月22日 - 流山市平和台一丁目から、同市西初石四丁目に局舎を新築、移転。同日、旧局舎付近に無集配特定郵便局である流山平和台郵便局を開局。
- 1998年（平成10年）9月1日 - 外国通貨の両替および旅行小切手の売買に関する業務取扱を開始
- 2007年（平成19年）10月1日 - 民営化に伴い、併設された郵便事業流山支店、ゆうちょ銀行流山店に一部業務を移管。
- 2012年（平成24年）10月1日 - 日本郵便株式会社発足に伴い、郵便事業流山支店を流山郵便局に統合。

## 取扱内容

### 流山郵便局
- 郵便、印紙、ゆうパック、内容証明
- 生命保険、バイク自賠責保険、自動車保険
- 流山市内全域（〒270-01xx）の集配業務
- ゆうゆう窓口

### ゆうちょ銀行流山店
- 貯金、貸付、為替、振替、振込、国際送金、外貨両替、トラベラーズチェック、国債、投資信託、変額年金保険
- ATM

## 風景印
- 図案は史跡『近藤勇の陣屋記念碑』・市花『つつじ』・『利根運河』
- 使用開始日は1977年（昭和52年）9月1日

## 周辺
- 流山市立西初石小学校
- 流山市立西初石中学校
- 千葉県立流山おおたかの森高等学校
- 流山警察署
- 流山おおたかの森 S・C
- 流山西初石郵便局

## アクセス
- 東武野田線（東武アーバンパークライン）初石駅から徒歩約13分
- 首都圏新都市鉄道 つくばエクスプレス・東武野田線流山おおたかの森駅から徒歩約16分
- 常磐自動車道 流山ICから東へ約2km
- 駐車場あり：31台